# Ismaïl Boulahya
Pour les articles homonymes, voir Boulahya.
Ismaïl Boulahya (arabe : إسماعيل بولحية), né le 1er décembre 1930 à Djerba, est un homme politique tunisien.

## Biographie
En 1997, à l'issue du congrès extraordinaire et controversé du Mouvement des démocrates socialistes, Boulahya, dernier membre fondateur encore en fonction, est appelé à la tête du secrétariat général, malgré le boycott des éléments restés fidèles à Mohamed Moada, incarcéré le 11 octobre 1995. Ce dernier, libéré après 17 mois de détention, refuse de reconnaître la nouvelle direction. Boulahya est réélu à son poste en 2001. Le 10 juin 2002, Moada annonce une « initiative de réconciliation » et réintègre le parti.
Boulahya soutient la candidature du président Zine el-Abidine Ben Ali à l'élection présidentielle de 2004. Au congrès tenu en août 2008, Boulahya est reconduit à nouveau comme secrétaire général. En vue de l'élection présidentielle de 2009, il ne se présente pas car, âgé de 75 ans, il a dépassé l'âge limite requis par la constitution. De toute façon, selon lui, Ben Ali est « le plus habilité à faire avancer davantage le processus de réformes et de développement pour que la Tunisie puisse rejoindre le concert des pays avancés ».
En janvier 2011, à la suite de la révolution tunisienne, Boulahya est écarté de la tête du MDS et remplacé par Taïeb Mohsni, premier vice-secrétaire général. Une interdiction de voyage est émise à son encontre en septembre 2013 à la suite d'une enquête sur le financement de son parti à l’époque du président Ben Ali.